# 维茹瓦站
维茹瓦站，是法国的一个铁路车站，位于法国19省市镇维茹瓦。

## 位置
维茹瓦站位于维茹瓦市区的北部，韦泽尔河左岸，奥尔良－蒙托邦铁路468.231公里处，距离布里夫以北大约31公里。车站大致呈南北走向，开口朝西。

## 设施
维茹瓦站是一个无人看守的乘降所，没有任何售票设施，原有的站房已成为私人财产。在该站上车的乘客需主动购票或使用通勤卡。
维茹瓦站没有地下通道或人行天桥，前往下行（布里夫方向）站台的乘客需横穿铁路正线，因此该站存在一定的安全隐患。

## 停靠线路
以下列车线路在维茹瓦站停靠
| 维茹瓦站列车线路表 |      |        |          |              |
| 线路               | 车种 | 上一站 | 下一站   | 大致运行频率 |
| 利摩日—布里夫      | TER  | 于泽士 | 阿拉萨克 | 每天7趟左右  |
| 1.                 |      |        |          |              |

## 配套交通

### 长途客车
维茹瓦站附近暂无固定长途客车线路经过，SNCF提供少量预定大巴车（TAD）线路。当沿线铁路施工或罢工时，SNCF可能也会提供途径沿线的临时客车线路，上下车地点位于维茹瓦市区。

### 市内交通
维茹瓦站附近暂无城市公共交通线路。

### 社会车辆
维茹瓦站门口可停靠少量社会车辆。

## 临近车站
| 维茹瓦站（Gare de Vigeois）    |                    |            |
| 上行车站                       | 线路               | 下行车站   |
| 于泽什站                       | 奥尔良－蒙托邦铁路 | 阿拉萨克站 |
| - 本表仅显示运营中的线路及车站 |                    |            |